# 溫特辛根

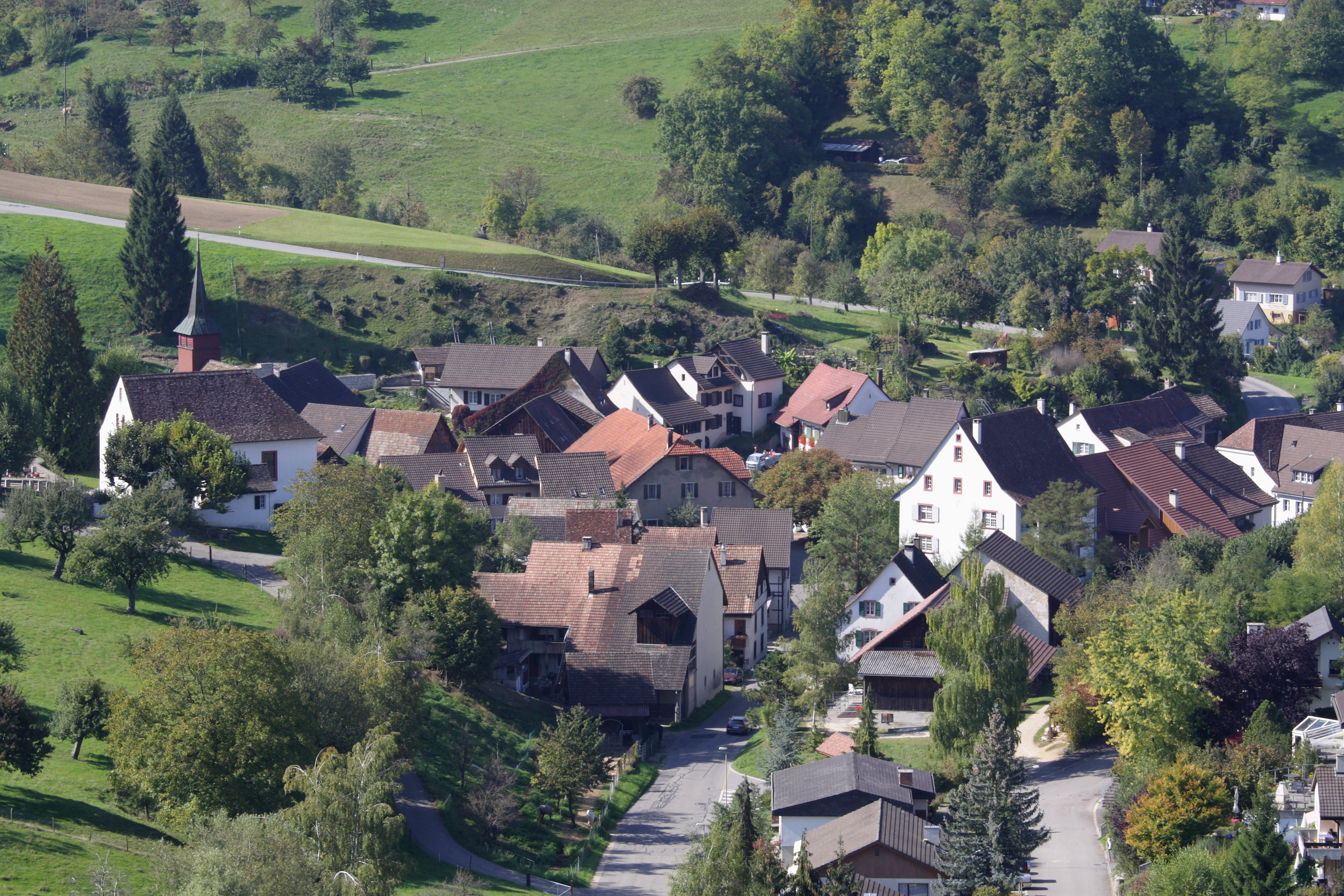

溫特辛根是瑞士的城鎮，位於該國北部，由巴塞爾鄉村州負責管轄，面積6.95平方公里，海拔高度430米，2012年人口616，七成人口信奉基督教，人口密度每平方公里89人。

## 外部連結
- Official website （页面存档备份，存于）